# Refugee Blues
"Refugee Blues" är en dikt av den engelske poeten W. H. Auden. Dikten, som skrevs 1939, tillhör en serie dikter från andra hälften av 1930-talet som ofta skrevs i populära versmått, bland annat blues. Den består av 12 strofer om tre verser vardera, där den sista versen i varje strof repeterar samma mening två gånger med ett "my dear" emellan. Den sista versen i den första strofen lyder exempelvis: "Yet there's no place for us, my dear, yet there's no place for us."
I dikten skildras situationen för judiska flyktingar i Nazityskland under de sista åren före andra världskriget, och i synnerhet det kallsinne och motstånd som de mötte i samband med asylsökningar i olika demokratier i Europa under perioden. En berättarröst beklagar sig för sin kärlek hur illa man behandlas som tysk jude, ofta värre än djur. Dikten slutar med att berättarrösten drömmer om att tusen soldater marscherar fram och tillbaka på jakt efter "you and me".
I en del senare utgåvor har dikten inget namn, utan utgör första dikten av tio i "Ten Songs", där bland annat kärleksdikten "Calypso" även ingår.